# Wdzięczność
Wdzięczność – polski herb szlachecki nadawany żydowskim neofitom w okresie panowania Stanisława Augusta rodowi należącemu wcześniej prawdopodobnie do sekty frankistów.

Herb Wdzięczność

## Opis herbu
Herb przedstawia w błękitnym polu srebrna podkowę, zwrócona do dołu, a na jej szczycie krzyż kawaleryjski tego samego koloru. Nad tarczą korona. W klejnocie dwa pióra strusie.

## Herbowni
Krasnowojski, Stuliński.